# Springbok Flats

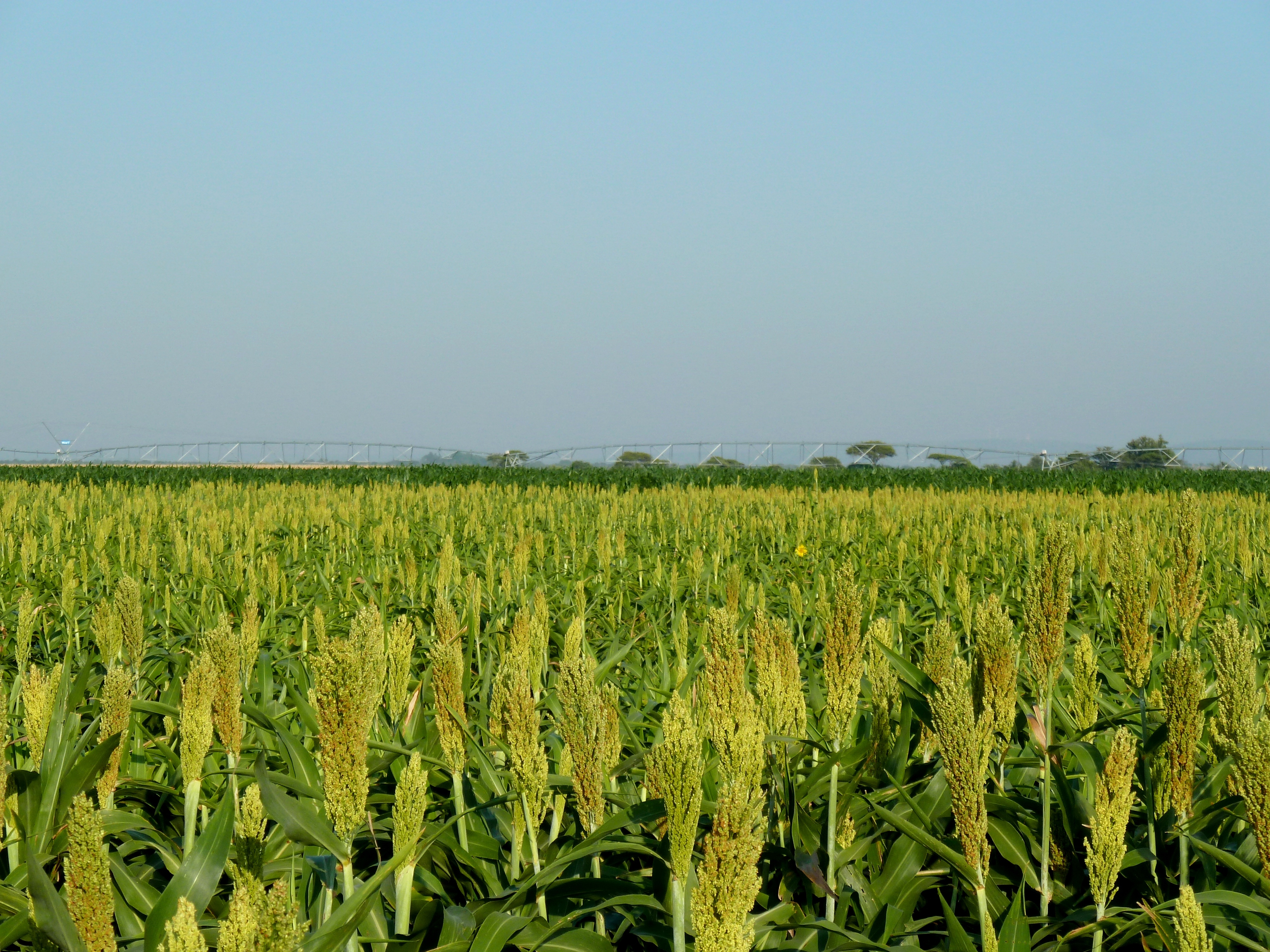
Campos de sorgo (Sorghum bicolor) y maíz bajo riego de pivote central en Springbok Flats

Springbok Flats es una extensa llanura situada en Limpopo, Sudáfrica. El límite sur es el río Pienaars, que cruza la carretera principal N1 entre Pretoria y Polokwane. Al oeste incluye las ciudades de Bela-Bela, Modimolle, Mookgophong y Mokopane . Hacia el este incluye las ciudades de Roedtan, Crecy, Marolong, Nutfield, Tuinplaas y Settlers. La franja de 80 km de ancho y 130 km de largo está orientada en dirección noreste y se centra en Roedtan.
Tras la Guerra de los Bóeres, la zona se convirtió en una región agrícola. Los pastizales dejaron paso a los campos de cultivo o se cubrieron de matorrales de acacia. En la actualidad se cultivan grandes superficies, como trigo, maíz, algodón, sorgo, cacahuetes y girasoles. Se han establecido huertos de cítricos de regadío. Varias granjas de caza han restablecido en cierta medida la diversidad cinegética que existía aquí a finales del siglo XIX.
La llanura, excepcionalmente llana y situada a una altitud de 1.000 m sobre el nivel del mar, está sometida a veranos cálidos (protegidos de los vientos fríos por las tierras altas circundantes) e inviernos secos. La precipitación anual es de unos 620 mm. Sus vertisoles se consideran muy fértiles.
En sus sedimentos se encuentran reservas de carbón y uranio.